# Dicranoloma brevisetum
Dicranoloma brevisetum là một loài Rêu trong họ Dicranaceae. Loài này được (Dozy & Molk.) Paris mô tả khoa học đầu tiên năm 1904.